# Concornis
Concornis is een geslacht van uitgestorven enantiornithische vogels die ongeveer 125 miljoen jaar geleden leefden tijdens het Vroeg-Krijt in het Laat-Barremien. De overblijfselen zijn bekend van de Calizas de La Huérgina-formatie in Las Hoyas, provincie Cuenca, Spanje. De enige benoemde soort Concornis lacustris werd beschreven aan de hand van de overblijfselen van een vrij compleet individueel skelet.

## Naamgeving
Amateurpaleontoloog Armando Diaz Romeral vond midden jaren tachtig het fossiel van een kleine vogel. Hij stelde het ter beschikking van de wetenschap.
José Luis Sanz en Angela Buscalioni benoemden in 1992 de typesoort Concornis lacustris. De geslachtsnaam verbindt Conca, Latijn voor Cuenca, met een Grieks ornis, 'vogel'. De soortaanduiding lacustris is Latijn voor 'van het meer', een verwijzing naar de meerafzettingen van Las Hoyas.
Het holotype van Concornis, MCCM-LH-1184 (ook bekend als LH-2814) werd voor het eerst beschreven in 1992, terwijl het exemplaar nog gedeeltelijk bedekt was met zandsteen. Deze voorlopige beschrijving werd gepubliceerd om een aspect van het specimen vast te leggen dat bij verdere voorbereiding zou worden gewist: vage sporen van vleugelveren waren zichtbaar onder ultraviolet licht. Toen het specimen eenmaal was geprepareerd, werden de meeste van deze sporen vernietigd, maar in ruil daarvoor kon het skelet in meer detail worden bestudeerd. Een grote herbeschrijving werd in 1995 gepubliceerd nadat de verdere preparatie was afgerond.
Het exemplaar, hoewel platgedrukt op een enkele plaat, is redelijk compleet, zeker naar de normen van 1992; elementen die ontbreken zijn de schedel, nek, voorste rug en de staart van de tweede wervel af, waaronder een mogelijke pygostyle.

## Beschrijving
Concornis was een lid van de Enantiornithes van gemiddelde grootte, met een geschatte spanwijdte van vierendertig centimeter, een lengte van dertien centimeter en een geschat gewicht van ongeveer zeventig gram. De grootte wordt vaak vergeleken met die van een spreeuw (Sturnus vulgaris), hoewel die in feite wat groter is. In 1992 was Concornis, samen met de hetzelfde jaar beschreven en ook al door Romeral gevonden Iberomesornis, belangrijk bewijs dat vogels al vroeg in hun evolutie kleiner werden, dus hun omvang beperkten. Het dijbeen van Concornis is slechts vierentwintig millimeter lang.

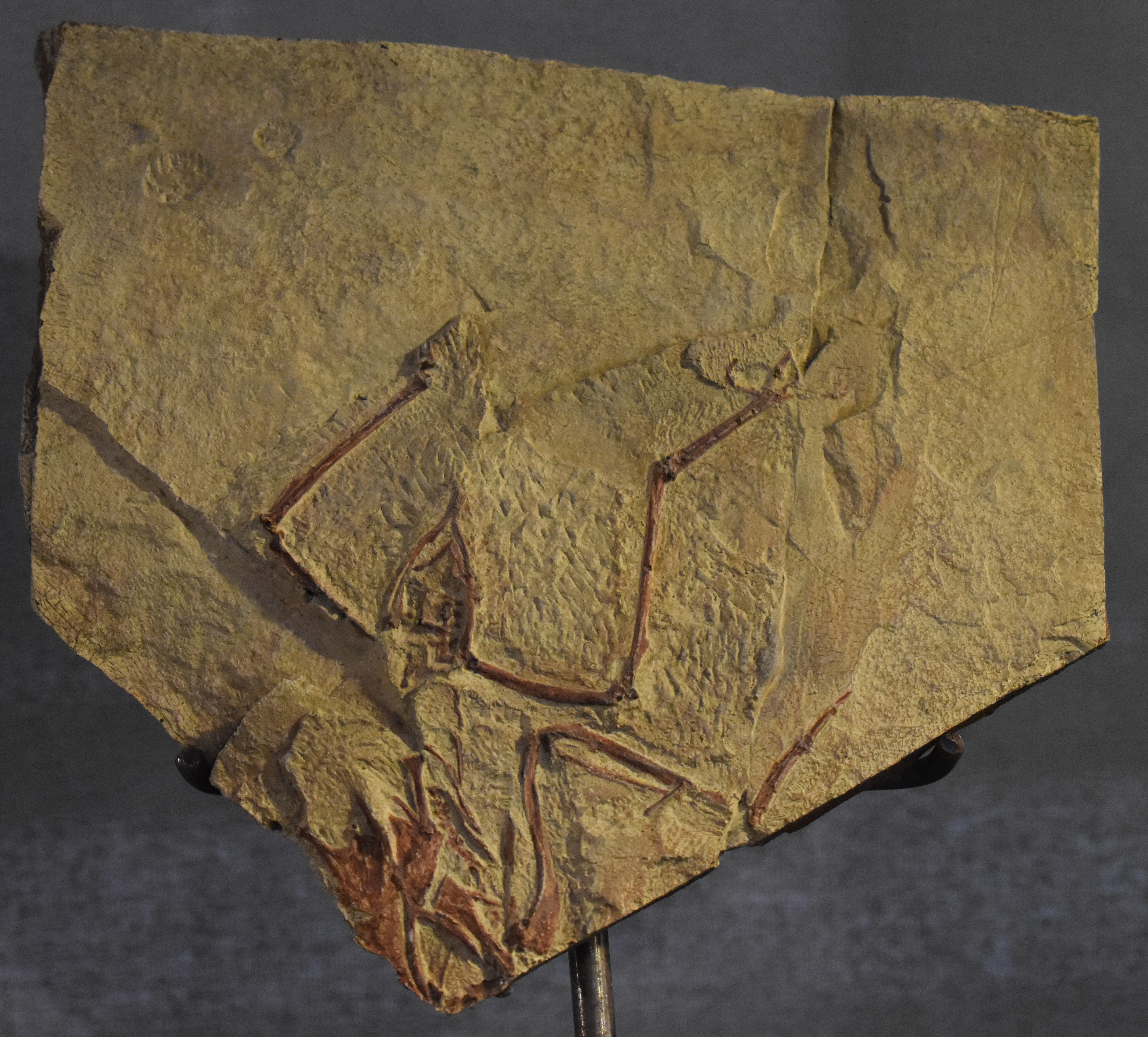
Het holotype; onderaan is duidelijk het V-vormige vorkbeen zichtbaar

In 1992 en 1995 werd een diagnose gegeven van onderscheidende kenmerken maar die is totaal verouderd geraakt: nieuwe vondsten toonden aan dat die alle ook bij verwanten aanwezig waren. Een moderne herbeschrijving is nodig om echte autapomorfieën vast te stellen.
Zijn schedel is onbekend, maar hij behield vrijwel zeker tanden (zoals bij de meeste andere Enantiornithes) in plaats van slechts een tandeloze hoornsnavel. Het was waarschijnlijk een bedreven vlieger voor zijn tijd, hoewel misschien niet zo wendbaar en wat minder uithoudingsvermogen vergeleken met moderne vogels. Het is niet bekend of het een alula had, hoewel het waarschijnlijk is dat een dergelijk kenmerk aanwezig is bij andere Enantiornithes zoals Eoalulavis. Op een goed vermogen tot vliegen wijzen ook de lange ravenbeksbeenderen, het grote borstbeen en het V-vormige vorkbeen met hypocleideum.
Afleidend uit de kenmerken van andere Enantiornithes, bezat Concornis waarschijnlijk ook een lange, smalle pygostyle die verbonden was met een enkel paar lintachtige staartveren, in plaats van een waaierachtige staart van penveren zoals bij moderne vogels. De poten waren vrij lang en niet bedoeld om op takken te gaan zitten of op de grond te rennen; hij had wel een naar achteren gerichte grote teen of hallux zoals die over het algemeen niet voorkomt bij bodembewonende vogels.

## Fylogenie
Bij de eerste beschrijving werd aangenomen dat Concornis basaler stond dan de Enantiornithes, wat het belang van de vondst sterk zou vergroten; In 1992 was deze groep slecht bekend en aangezien de eveneens ten onrechte als basaal beschouwde Iberomesornis daar ook nog niet in geplaatst werd, bevatte het alleen zeer geavanceerde taxa. Een golf van Chinese paleontologische ontdekkingen in het midden van de jaren negentig leidde ertoe dat de groep veel bekender werd en de plaatsing van Concornis lacustris erin werd uiteindelijk geverifieerd. In feite lijkt Concornis lacustris, ondanks zijn jonge leeftijd, een tamelijk afgeleid lid van de Enantiornithes te zijn. Een verwantschap met Sinornis en Cathayornis is voornamelijk gesuggereerd op basis van een eigenaardig apomorf borstbeen. Er is een kiel die 'Y'-vormig is en klein in vergelijking met die van moderne vogels. Het uiteinde van het borstbeen heeft ook diepe inkepingen. Een analyse uit 2008 plaatste Concornis in de familie Avisauridae vanwege verschillende kenmerken van de tibiotarsus (onderbeen). Volgens deze classificatie is Concornis het oudste (en het meest complete) lid van de familie.

## Paleo-ecologie
De habitat en gewoonten van Concornis lacustris zijn over het algemeen slechts speculatief vaststelbaar. Zijn poten en vliegapparaat suggereren dat het een echt multifunctionele generalistische vogel was die door vegetatie kon vliegen, op de grond kon rennen en even goed kon vliegen. Aan levende vogels die aangepast zijn aan elk van deze ecologische niches, zou hij zeker inferieur zijn geweest. Hij werd gevonden in een aquatische omgeving, wat suggereert dat hij ten minste gedeeltelijk een "kustvogel"-niche bezette, en gezien zijn grootte zou hij zich vermoedelijk hebben gevoed met kleine ongewervelde dieren zoals insecten of schaaldieren. Er waren landbewonende roofdieren in zijn habitat - inclusief zijn niet-aviale theropode verwanten en krokodilachtigen - bij een confrontatie waarmee Concornis het veel gemakkelijker zou hebben gevonden om naar een tak te vliegen in plaats van weg te rennen.
Een studie uit 2018 analyseerde de verhoudingen van Concornis en Eoalulavis (een even oud lid van de Enantiornithes) om het optimale vluchtpatroon voor die geslachten te bepalen. Uit de studie bleek dat ze zich waarschijnlijk bezighielden met golvende vluchten, een vorm van vliegen die populair is bij moderne kleine en kortvleugelige vogels. Een vogel die een golvende vlucht aangaat, wisselt af tussen een opwaarts gerichte slagvlucht en korte duiken met gevouwen vleugels. Uit de studie bleek ook dat ze in staat waren om continu te klappen, maar waarschijnlijk niet in staat waren om te glijden vanwege een hoge verhouding tussen lichaamsmassa en spanwijdte. De studie concludeerde dat Eolalulavis, Concornis en waarschijnlijk vele andere Enantiornithes afwisselden tussen de snellere golvende vlucht en de langzamere maar efficiëntere klappende vlucht, afhankelijk van de omstandigheden, vergelijkbaar met moderne zangvogels en spechten.